# Hermann Raschke (Pädagoge)
Hermann Raschke (* 24. Dezember 1866 in Teschen; † 29. Mai 1945 in Mödling) war ein österreichischer Pädagoge.

## Leben
Hermann Raschke, Sohn eines Gymnasialprofessors, studierte von 1885 bis 1891 an der Universität Wien Germanistik, Geographie und Geschichte. 1886 schloss er sich dem späteren Corps Symposion an. 1894 wurde er zum Dr. phil. promoviert. Nach dem Absolvieren des Probejahres zwischen 1897 und 1898 war er als Lehrer an verschiedenen Schulen in Böhmen und von 1903 bis 1924 an der Realschule im XX. Wiener Gemeindebezirk tätig, wobei er zwischen 1913 und 1919 dem Realgymnasium für Mädchen im VIII. Wiener Gemeindebezirk als Direktor zugeteilt war. Ab 1919 wirkte er im Unterrichtsministerium in der neugegründeten Reformabteilung für Mittelschulen, deren Leitung er 1922 unter Beförderung zum Ministerialrat übernahm. 1924 wurde er pensioniert.
In seinem Werk Mindest-Lehrstoff und Normal-Lehrstoff als Grundlage einer Mittelschulreform von 1908 erarbeitete er einen Plan für eine vollkommene Neuorganisation der Mittelschulen im Rahmen einer grundlegenden Reform des gesamten Schulwesens in Österreich und nahm hierzu in zahlreichen Fachzeitschriften Stellung.

## Werk
- Mindest-Lehrstoff und Normal-Lehrstoff als Grundlage einer Mittelschulreform, 1908
- Probleme der Schulreform in Österreich. In: Österreichische Rundschau, 63. Jahrgang, 1920
- Nachwort zu: W. Waldstein, Zur Frage des Geschichtsunterrichtes an der deutschen Mittelschule. In: Volkserziehung, Pädagogischer Teil, 1924
- Neubearbeitung von: Emmanuel Hannak, Lehrbuch der Geschichte der Neuzeit, 7.–8. Auflage, 1903–1907
- Neubearbeitung von: Emmanuel Hannak, Lehrbuch der Geschichte des Altertums, 7. Auflage, 1905
- Neubearbeitung von: Emmanuel Hannak, Lehrbuch der Geschichte des Mittelalters, 7. Auflage, 1906